# 盧明月
盧 明月（ろ めいげつ、生年不詳 - 617年）は、中国の隋末の民衆叛乱の指導者。本貫は涿郡。

## 生涯
614年に挙兵して、隋に叛いた。12月、十数万の衆を率いて祝阿に入り、隋の張須陀の軍と十数日のあいだ対峙した。張須陀が撤退を開始すると、これを追撃したが、秦叔宝・羅士信らに本営を落とされ、大敗した。615年10月、十万の衆を率いて淮陽郡・襄城郡を攻めた。河南を転戦し、のちに淮北に入り、衆四十万を号した。無上王を自称した。617年1月、隋の江都通守の王世充の討伐を受けて、南陽で戦って大敗し、斬られた。